# Чейковице (Среднечешский край)
Чейковице (чеш. Čejkovice, бывш. нем. Tschejkowitz) — муниципалитет в центре Чешской Республики, в Среднечешском крае. Входит в состав района Кутна-Гора.
Один из самых малонаселённых муниципалитетов Чехии.

## География
Расположен в юго-восточной части района, в 14 км к югу от города Часлав, в 19 км к юго-востоку от Кутной-Горы и в 74 км к юго-востоку от центра Праги.
Граничит с муниципалитетами Збишов (с севера, востока и юга) и Добровитов (с запада).
По будним дням связан автобусным сообщением с Чаславом.

## История
Впервые упоминается в 1360 году. В средние века деревня принадлежала поместью Хлум, находившемуся во владении сазавского монастыря св. Прокопа.
С 1463 года почти 200 лет ей владел род Славату из Хлума и Кошумберка. Во время Тридцатилетней войны (к 1651 году) деревня была разграблена.
Имеется деревянная часовня Яна Непомуцкого, построенная в 1898 году. Из достопримечательностей есть также кузница и старый дуб, известный с XV века.
В 1961—1993 годах деревня была частью муниципалитета Збишов.

### Изменение административного подчинения
- до 1850 года — Австрийская империя, Богемия, край Часлав[чеш.]
- 1850 год — Австрийская империя, Богемия, край Пардубице, политический район Кутна-Гора, судебный район Часлав;
- 1855 год — Австрийская империя, Богемия, край Часлав, судебный район Часлав;
- 1868 год — Австро-Венгрия, Цислейтания, Богемия, политический и судебный район Часлав[5];
- 1920 год — Чехословацкая Республика, Пражская жупания[чеш.], политический и судебный район Часлав;
- 1928 год — Чехословацкая Республика, Чешская земля, политический и судебный район Часлав;
- 1939 год — Протекторат Богемии и Моравии, Богемия, область Колин, политический и судебный район Часлав[6]
- 1942 год — Протекторат Богемии и Моравии, Богемия, область Прага, политический и судебный район Часлав[7]
- 1945 год — Чехословацкая Республика, Чешская земля, административный и судебный район Часлав[8]
- 1949 год — Чехословацкая республика, Пардубицкий край, район Часлав[9]
- 1960 год — ЧССР, Среднечешский край, район Кутна-Гора
- 2003 год — Чехия, Среднечешский край, район Кутна-Гора, ОРП Часлав

## Население
| Год  | Численность | Численность |
| ---- | ----------- | ----------- |
| 1869 | 254         | [ 10 ]      |
| 1880 | 234         | [ 10 ]      |
| 1890 | 206         | [ 10 ]      |
| 1900 | 179         | [ 10 ]      |
| 1910 | 152         | [ 10 ]      |
| 1921 | 154         | [ 10 ]      |
| 1930 | 125         | [ 10 ]      |
| 1950 | 101         | [ 10 ]      |
| 1961 | 80          | [ 10 ]      |
| 1970 | 72          | [ 10 ]      |
| 1980 | 57          | [ 10 ]      |
| 1991 | 39          | [ 10 ]      |
| 2001 | 35          | [ 10 ]      |
| 2014 | 33          | [ 11 ]      |
| 2016 | 35          | [ 12 ]      |
| 2017 | 33          | [ 13 ]      |
| 2018 | 32          | [ 14 ]      |
| 2019 | 31          | [ 15 ]      |
| 2020 | 29          | [ 16 ]      |
| 2021 | 29          | [ 17 ]      |
| 2022 | 28          | [ 18 ]      |
| 2023 | 28          | [ 19 ]      |
| 2024 | 29          | [ 3 ]       |

По переписи 2011 года в деревне проживало 34 человека (29 чехов и 5 не указавших национальность, в 2001 году — 97 % чехов), из них 16 мужчин и 18 женщин (средний возраст — 48,8 года).
Из 32 человек старше 14 лет 10 имели базовое (в том числе неоконченное) образование, 17 — среднее, включая учеников (из них 6 с аттестатом зрелости) и 2 — высшее (магистры).
Из 34 человек 12 были экономически активны (в том числе 2 безработных), 17 — неактивны (10 неработающих пенсионеров и 7 учащихся).
Из 10 работающих 2 работали в сельском хозяйстве, 3 — в промышленности, 2 — в строительстве, 1 — в торговле и авторемонте и 1 занимался риэлторской, научно-технической и административной деятельностью.

## Галерея
- Здание муниципалитета
- Кузница
- Часовня с распятием и звонницей
- Старый дуб